# 琵琶行
〈琵琶行〉是中唐诗人白居易的长篇敘事樂府之一。作于唐宪宗元和十一年，即公元816年。

## 简介
元和十一年，白居易被贬江州司马已两年，在浔阳江头送别客人，偶遇一位年少因艺技红极一时，年老色衰嫁作商人妻，而今在江口獨守空船的歌女。因兩人生命歷程相似，「同是天涯淪落人，相逢何必曾相識」，而有感而发。
全诗共754字（加序言），若不计则有616字。其中“同是天涯沦落人，相逢何必曾相识”被奉为最有名之句。诗中关于声音的描写也有很高艺术水准。明代书法家陳洪綬评价〈琵琶行〉：「十分情十分说出，能令有情者皆为之死。」 

## 描寫聲音四大名篇之一
胡適認為描寫聲音的四大名篇為中唐白居易《琵琶行》、北宋歐陽脩《秋聲賦》、北宋蘇軾《赤壁賦》、晚清劉鶚《老殘遊記》中的〈明湖居聽書〉(或作〈王小玉說書〉)。其中，胡適所指的〈琵琶行〉段落為琵琶女於〈琵琶行〉中兩次演奏的第一次，原文如下：
「大弦嘈嘈如急雨，小弦切切如私語。
嘈嘈切切錯雜彈，大珠小珠落玉盤。
間關鶯語花底滑，幽咽泉流水下灘。
水泉冷澀絃凝絕，凝絕不通聲暫歇。
別有幽愁闇恨生，此時無聲勝有聲。
銀瓶乍破水漿迸，鐵騎突出刀槍鳴。
曲終收撥當心畫，四絃一聲如裂帛。」
描寫的是白居易和客人聽聞水上傳來的琵琶聲後，邀請琵琶女演奏一曲的精湛琴聲，運用大量譬喻手法，將抽象的聲音以具體的事物呈現，堪為狀聲中之經典。各句分析如下：
「大弦嘈嘈如急雨，小弦切切如私語。」：前句狀琵琶厚重低沉聲；後句寫琵琶輕細幽微聲。
「嘈嘈切切錯雜彈，大珠小珠落玉盤。」：大弦小弦交錯輪流彈奏(前句)，清脆悅耳，錯落有致(後句)。
「間關鶯語花底滑，幽咽泉流水下灘。」：前句以黃鶯於花間間關鳴叫，描琵琶婉轉流暢；後句以泉水流向淺灘，摹琵琶低沉微弱。
「水泉冷澀絃凝絕，凝絕不通聲暫歇。」：以泉水因為寒冷而凍滯不通，比喻琵琶聲的凝滯暫止。
「別有幽愁闇恨生，此時無聲勝有聲。」：曲目進入休止段落。雖然休止，但心中的憂愁闇恨逐漸浮現，顯而餘韻無窮，以此時之無聲，烘托前文有聲。
「銀瓶乍破水漿迸，鐵騎突出刀槍鳴。」：繼上句休止，琵琶聲突然高亢，宛如銀瓶乍破，水漿四濺(前句)，帶出高急雄壯的弦音(後句)。
「曲終收撥當心畫，四絃一聲如裂帛。」：演奏進入尾聲，琵琶女用撥子畫過琵琶中央(前句)，發出撕裂絲帛尖銳高昂的聲音，而後戛然而止(後句)。

## 影响
中国九江市浔阳江有琵琶亭。
中国上海市的东方明珠塔的建筑结构就取自诗中的“大珠小珠落玉盘”的意境。
香港歌手蔣志光于1990年所創作的歌曲〈相逢何必曾相识〉當中的一句就是來自這首詩「同是天涯沦落人，相逢何必曾相识。」

## 名句
诗中名句颇多，如：
- 千呼万唤始出来 犹抱琵琶半遮面
- 大珠小珠落玉盘
- 此时无声胜有声
- 同是天涯沦落人 相逢何必曾相识
- 春江花朝秋月夜